# Иванечко Насеље
Иванечко Насеље је насељено место у Републици Хрватској у Вараждинској жупанији. Административно је у саставу града Иванца. Простире се на површини од 2,31 км2
Иванечко Насеље се налазе 17 км југозападно од центра жупаније Вараждина.

## Становништво
На попису становништва 2011. године, Иванечко Насеље је имало 237 становника.
Према попису становништва из 2001. године у насељу Иванечко Насеље живело је 237 становника. који су живели у 66 породичних домаћинстава Густина насељености је 102,60 становника на км2
Кретање броја становника по пописима 1857—2001.
| година пописа  | 1857. | 1869. | 1880. | 1890. | 1900. | 1910. | 1921. | 1931. | 1948. | 1953. | 1961. | 1971. | 1981. | 1991. | 2001. |
| бр. становника | 0     | 0     | 0     | 0     | 0     | 0     | 0     | 0     | 0     | 0     | 0     | 101   | 198   | 241   | 237   |

'Напомена:Формирано 1973. као ново насеље од дела подручја насеља Иванечки Врховец и дела подручја насеља Пуникве у којима су садржани подаци од 1857. до 1961.

## Попис1991.
На попису становништва 1991. године, насељено место Иванечко Насеље је имало 241 становника, следећег националног састава:
| Попис 1991.‍ | Попис 1991.‍ | Попис 1991.‍ | Попис 1991.‍ | Попис 1991.‍ |
| ----------- | ----------- | ----------- | ----------- | ----------- |
|             |             |             |             |             |
| Хрвати      | Хрвати      |             | 239         | 99,17%      |
| непознато   | непознато   |             | 2           | 0,82%       |
| укупно: 241 |             |             |             |             |